# Nephasoma lilljeborgii
Nephasoma lilljeborgii är en stjärnmaskart som först beskrevs av Daniel Cornelius Danielssen och Johan Koren 1880.  Nephasoma lilljeborgii ingår i släktet Nephasoma och familjen Golfingiidae. Inga underarter finns listade i Catalogue of Life.